# Karl Hillert
Karl Hillert (* 19. Januar 1927 in Berlin-Rahnsdorf; † 8. Januar 2004 in Berlin; vollständiger Name: Karl-Heinz Hillert) war ein deutscher Bildhauer, Grafiker und Maler.

## Leben

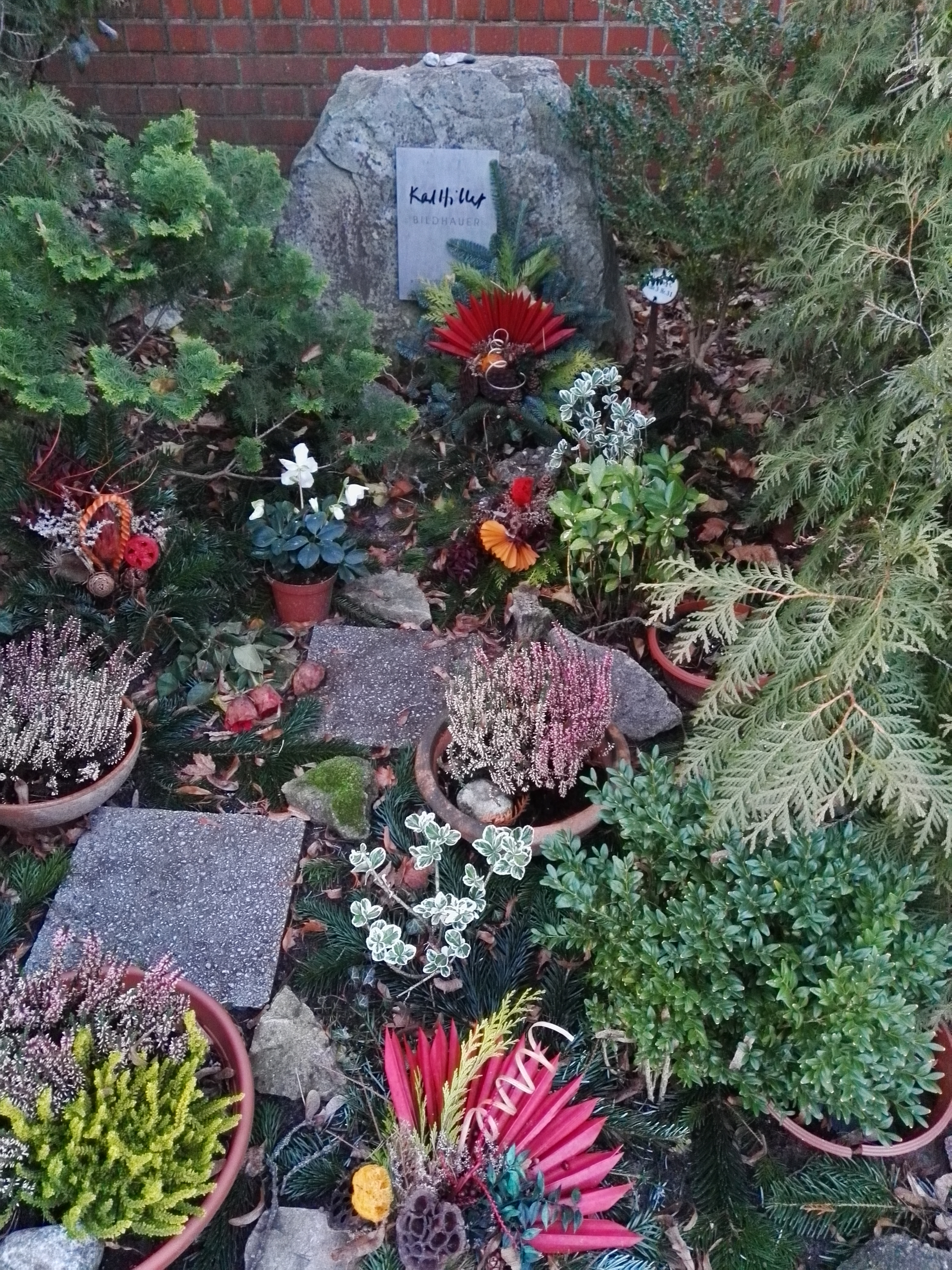
Grabstätte

Hillert begann eine Lehre als Maschinenschlosser. Gemäß Eisold absolvierte Hillert Militärdienst und geriet in Kriegsgefangenschaft. Von 1949 bis 1955 studierte er bei Alexander Gonda, Hans Uhlmann und Renée Sintenis an der Hochschule für Bildende Künste Berlin. Bei Sintenis war er Meisterschüler. Ab 1955 arbeitete er als freischaffender Künstler. An der Betriebsakademie der polygrafischen Industrie war er von 1959 bis 1960 als Dozent tätig. Er erhielt das Angebot einer Gastprofessur an der Hochschule der Künste Berlin, doch wurde ihm dies zu DDR-Zeiten untersagt. Erst 1990 konnte er die Professur annehmen.
Hillert war bis 1990 Mitglied des Verbands Bildender Künstler der DDR.
Angekauft wurden seine Arbeiten vom Kunstmuseum Kloster Unser Lieben Frauen in Magdeburg, Museum der bildenden Künste in Leipzig, der Universität Leipzig; sie befinden sich in der Sammlung der Staatlichen Museen zu Berlin im Schloss Köpenick, in den Staatlichen Museen Baden-Württemberg und dem Märkischen Museum Berlin.
Karl Hillert ist auf dem Evangelischen Friedhof Rahnsdorf-Wilhelmshagen in Berlin in der Abteilung C bestattet.

## Werke (Auswahl)
- Rudolf Harbig (Porträt-Relief, 1968, Bronze)[2]
- Denkmal für die Erbauer Marzahns (1988; mit Karl-Günter Möpert; Berlin-Marzahn)[3]
- Frauentorso (1978, Bronze)[4]
- Knabentorso (1978, Bronze)[5]
- Weiblicher Torso (1982, Bronze; Berlin-Köpenick, Schlosspark)
- Daphne (1992, Stahlblech; Berlin-Köpenick, Müggelheimer Straße, Grünanlage am Frauentrog)

## Ausstellungen (unvollständig)

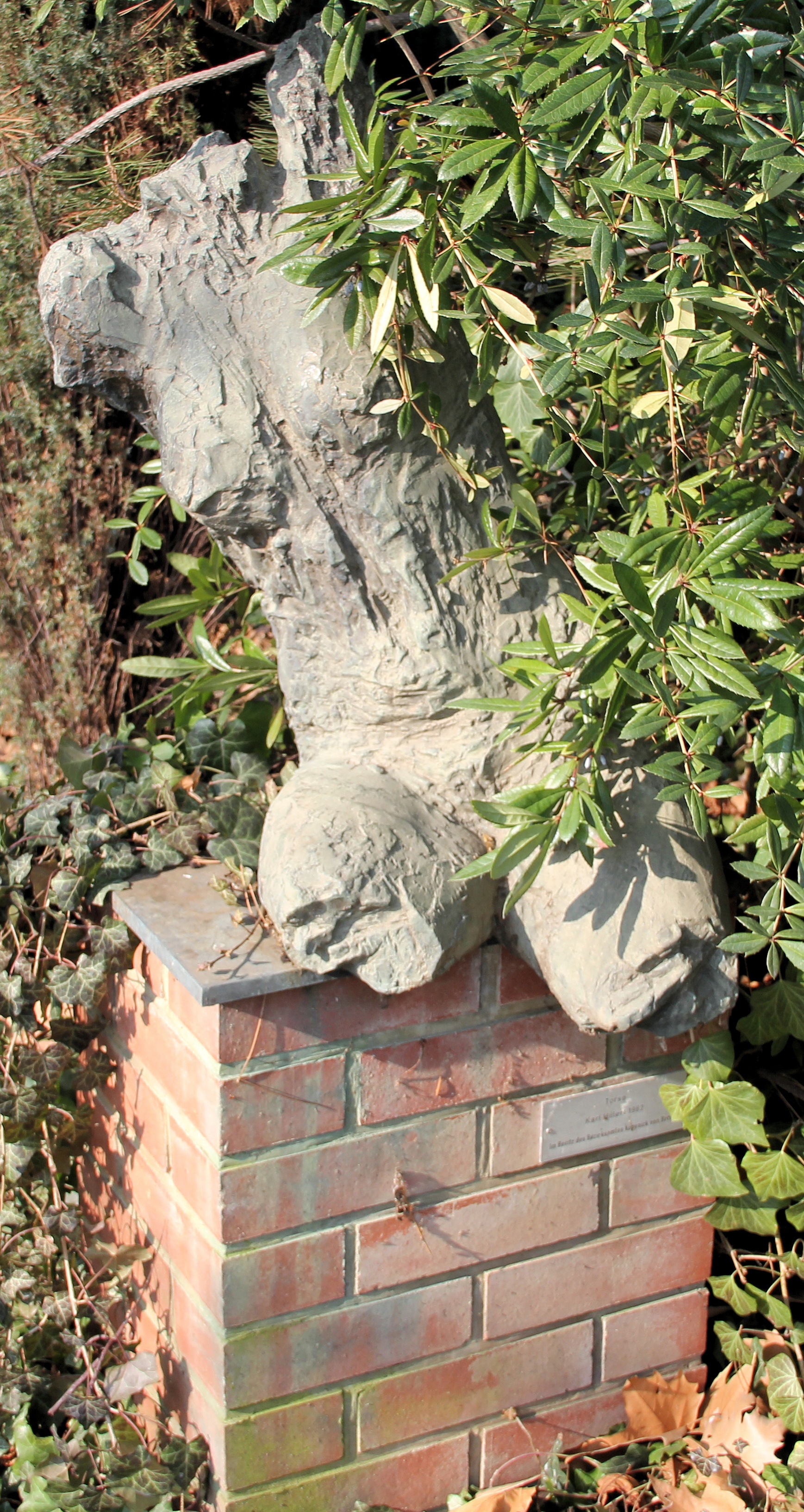
Weiblicher Torso auf der Schloßinsel in Berlin-Köpenick

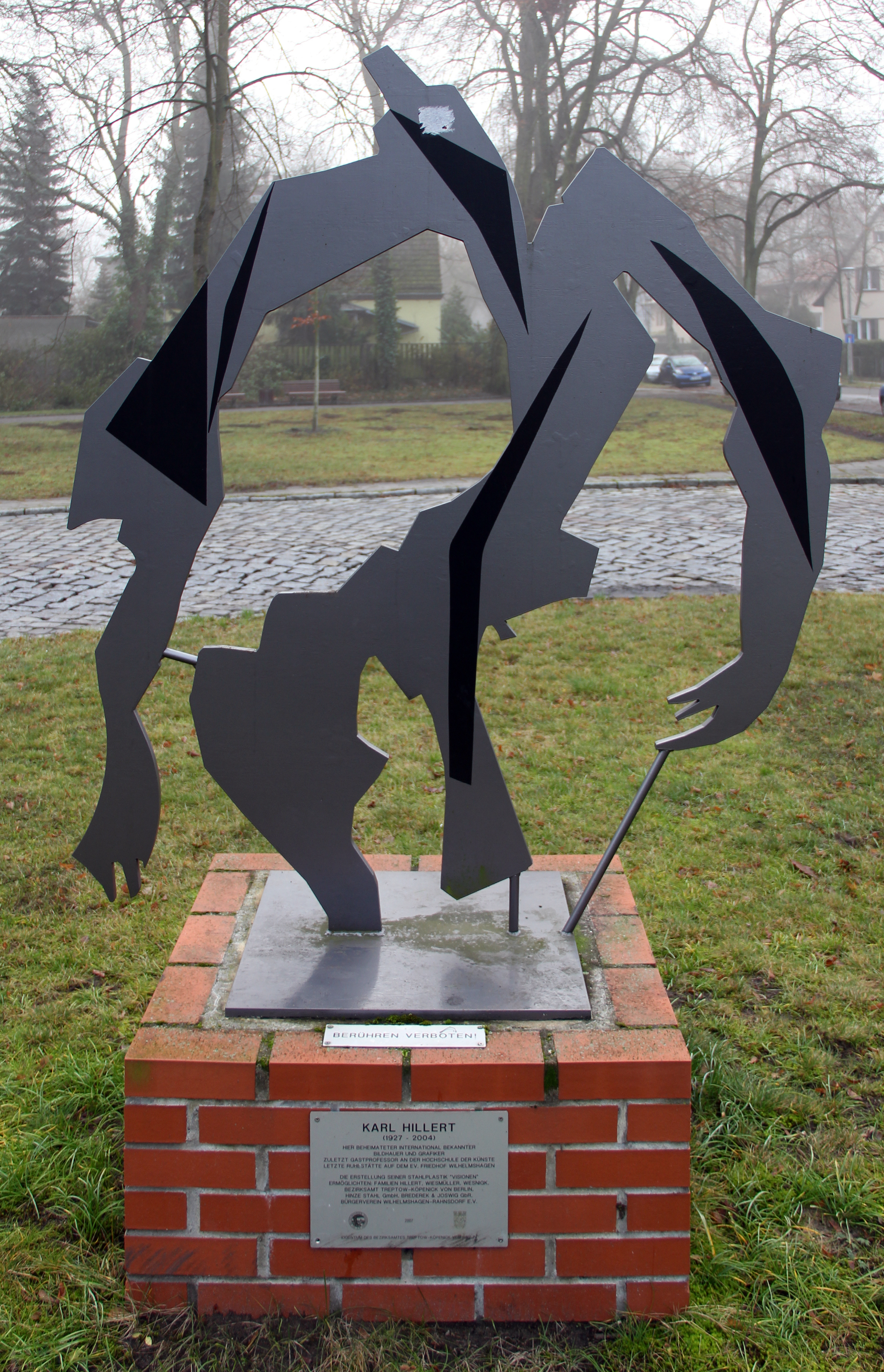
Visionen in Berlin-Rahnsdorf von 2007

### Einzelausstellungen
- 1982: Berlin, Marienkirche
- 1988: Berlin, Galerie im Turm (Plastiken, Zeichnungen, Objekte)
- 1994: Berlin, Verein Berliner Künstler (mit Dieter Tyspe)
- 2005: Berlin, Galerie Pohl

### Ausstellungsbeteiligungen
- 1975, 1976 und 1978: Warschau, Prag und Bukarest, Kunstausstellungen der DDR
- 1975: Wanderausstellung „Kleinplastik und Grafik“
- 1975 bis 1989: Berlin, sieben Bezirkskunstausstellungen
- 1975, 1980 und 1982:  Berlin, Treptower Park, „Plastik und Blumen“
- 1980: Berlin, Ausstellungszentrum am Fernsehturm („Retrospektive Berlin“)
- 1982/1983 und 1987/1988: Dresden, IX. und X. Kunstausstellung der DDR
- 1986: Berlin, Galerie am Prater („Plastik und Bildhauerzeichnung“)
- 1987: Dresden, Galerie Rähnitzgasse („Wirklichkeit und Bildhauerzeichnung“)